# HTL Braunau
Die HTL Braunau ist eine Höhere Technische Lehranstalt in Braunau am Inn, Oberösterreich. Etwa 1000 Schüler werden hier von rund 110 Lehrern unterrichtet.

## Ausbildungsangebot

### Höhere Abteilungen
An der HTL bestehen in vier Fachrichtungen insgesamt sieben verschiedene Ausbildungsschwerpunkte.

#### Elektronik und technische Informatik
Schwerpunkte sind die Übertragung, Vermittlung und Verarbeitung von Informationen (Daten).
- Coding & A.I. Der Schwerpunkt „Coding & A.I.“ ersetzt seit dem Schuljahr 2021/22 den bisherigen Zweig „Mobile Computing“. Er fokussiert sich auf die Entwicklung intelligenter Systeme und die Programmierung lernfähiger Anwendungen. Die Schülerinnen und Schüler erwerben fundierte Kenntnisse in objektorientierter Programmierung, künstlicher Intelligenz, maschinellem Lernen und dem Internet der Dinge. Praktische Projekte wie autonome Drohnensteuerung, Smart-Home-Systeme mit Augmented Reality und personalisierte Sprachassistenten vertiefen das erlernte Wissen.
- Bionics and Bioengineering: Ab dem Schuljahr 2025/26 ersetzt der Schwerpunkt „Bionics and Bioengineering“ den bisherigen Zweig „Bionik“. Diese Fachrichtung kombiniert Elektronik mit vertieften Kenntnissen in Chemie, Biotechnologie und Sensortechnik. Die Ausbildung bietet Einblicke in Bereiche wie Medizintechnik, Umwelttechnik und erneuerbare Energien. Schülerinnen und Schüler arbeiten an Projekten wie der Entwicklung von Metall-Luft-Akkumulatoren, der Nutzung genetisch modifizierter Mikroorganismen zur Ammoniakproduktion und der biologischen Zersetzung von Kunststoffen.
- Communications: Hier erfolgt in der dritten, vierten und fünften Klasse (je 2 Stunden) eine Schwerpunktsetzung in Richtung Erstellung und Gestaltung multimedialer Produkte, Internetinhalten und -Anwendungen. In der ersten und zweiten Klasse wird das Gestalten und Programmieren einer Internetseite mit HTML, CSS und JavaScript gelehrt.

#### Elektrotechnik
Dieser Ausbildungsschwerpunkt stellt eine Spezialisierung auf den Gebieten der speicherprogrammierbaren Steuerungen und der Sensortechnik dar.
- Informationstechnik: Der Ausbildungsschwerpunkt Informationstechnik verknüpft die Wissensgebiete der Informationsverarbeitung mit technischen Kenntnissen der Hardware. Typische Einsatzgebiete der Absolventen sind etwa die Errichtung und Programmierung von Automationsanlagen oder die Planung und Einrichtung von Netzwerkverbindungen über Richtfunk oder Glasfaserkabel.

#### Mechatronik
- Automatisierungstechnik: Dieser Schwerpunkt umfasst eine Ausbildung im Gebiet der mechatronischen Systeme im Industrieanlagenbau und der Robotertechnik.

Informationstechnologie
- In der „Informationstechnologie“, Schwerpunkt Systemtechnik, werden ab diesem Zeitpunkt „IT-Universalist/innen“ ausgebildet, die vor allem Software entwickeln, Systeme administrieren und Netzwerke betreuen können.

### Fachschule
Neben den fünfjährigen „höheren“ Bildungsgängen wird eine vierjährige Fachschulausbildung in der Fachrichtung Elektronik angeboten.